# Шерстобитово
Шерстобитово — посёлок в Чулымском районе Новосибирской области. Входит в состав Иткульского сельсовета.

## География
Находится у озера Шерстобитовское и болота Шерстобитовский рям. Площадь посёлка — 41 гектар.
Уличная сеть слаборазвита. Улица одна: Шерстобитовая. 

## Население
| 2002 | 2007 | 2010 |
| ---- | ---- | ---- |
| 117  | ↘107 | ↘100 |

## Инфраструктура
В посёлке по данным на 2007 год отсутствует социальная инфраструктура.
Личное подсобное хозяйство.

## Транспорт
Посёлок доступен автотранспортом по дороге 50Н-3214,  а/д Шерстобитово-Залесный» - 15км а/д «Н3209 
Остановка общественного транспорта «Шерстобитово». 